# 生野賢一
生野 賢一（しょうの けんいち、1984年〈昭和59年〉8月10日 - ）は、日本中央競馬会栗東トレーニングセンターに所属する元騎手・現調教助手。

## 経歴
競馬学校第19期生として、2003年（平成15年）に騎手免許を取得。同年に栗東音無秀孝厩舎所属として騎手デビュー。同期生に松岡正海、長谷川浩大、石橋脩などがいる。
初騎乗は同年3月8日中京競馬第5競走のクリスタルシオンで7着。同年4月5日の福島競馬第6競走を、ナムラテンニョで制し初勝利を挙げる。
2009年4月25日、福島牝馬ステークスをブラボーデイジーで制し、重賞初制覇。さらに5月17日のヴィクトリアマイルでも同馬に騎乗し、7年目にしてGI初出走。レースは単勝46.8倍の11番人気と低評価ながら、先行策から最後まで粘りこみ、GI初出走ながら連対を果たした。この年は結局4勝に終わったが、4勝はすべて特別レースで挙げており重賞を勝ったにもかかわらず平場レースでの勝ちが一度もないという珍しい結果になった。
2010年3月28日、阪神第8競走でファンドリゲットに騎乗し落馬、左大腿骨骨幹部骨折などの重傷を負う。手術後は1週間意識が戻らず、脚の切断も危ぶまれたが、後遺症が残ることなく全快した。
復帰後は騎乗数が激減、音無の勧めもあって2010年12月20日付けで騎手を引退し、同厩舎の調教助手となった。最後の騎乗もブラボーデイジーとのコンビによる12月19日の愛知杯だった。

## 騎乗成績
|            | 日付          | 競馬場・開催  | 競走名               | 馬名             | 頭数 | 人気 | 着順 |
| ---------- | ------------- | ------------- | -------------------- | ---------------- | ---- | ---- | ---- |
| 初騎乗     | 2003年3月8日  | 1回中京1日5R  | 4歳上500万円下       | クリスタルシオン | 16頭 | 7    | 7着  |
| 初勝利     | 2003年4月5日  | 1回福島1日6R  | 4歳上500万円下       | ナムラテンニョ   | 12頭 | 6    | 1着  |
| 重賞初騎乗 | 2005年4月24日 | 3回京都2日11R | アンタレスステークス | エンシェントヒル | 16頭 | 3    | 11着 |
| 重賞初勝利 | 2009年4月25日 | 1回福島5日11R | 福島牝馬ステークス   | ブラボーデイジー | 16頭 | 7    | 1着  |
| GI初騎乗   | 2009年5月17日 | 2回東京8日11R | ヴィクトリアマイル   | ブラボーデイジー | 18頭 | 11   | 2着  |

| 年度   | 1着 | 2着 | 3着 | 騎乗数 | 勝率 | 連対率 | 複勝率 |
| ------ | --- | --- | --- | ------ | ---- | ------ | ------ |
| 2003年 | 8   | 12  | 16  | 173    | .046 | .116   | .208   |
| 2004年 | 14  | 4   | 7   | 160    | .088 | .113   | .156   |
| 2005年 | 19  | 10  | 19  | 382    | .050 | .076   | .126   |
| 2006年 | 10  | 7   | 7   | 169    | .059 | .101   | .142   |
| 2007年 | 7   | 4   | 4   | 120    | .058 | .092   | .125   |
| 2008年 | 2   | 4   | 2   | 98     | .020 | .061   | .082   |
| 2009年 | 4   | 3   | 2   | 106    | .038 | .066   | .085   |
| 中央   | 64  | 44  | 57  | 1208   | .053 | .089   | .136   |
| 地方   | 0   | 0   | 0   | 5      | .000 | .000   | .000   |

主な騎乗馬
- ブラボーデイジー（2009年福島牝馬ステークス、2009年ヴィクトリアマイル2着）
- エンシェントヒル（2006年ファイナルステークス）